# SN 2007gb
SN 2007gb – supernowa typu Ia odkryta 18 lipca 2007 roku w galaktyce A224237+2818. W momencie odkrycia miała maksymalną jasność 19,40m.